# Explosion de l'hôtel Saratoga de La Havane
L'explosion de l'hôtel Saratoga de La Havane est une explosion survenue le 6 mai 2022 à l'hôtel Saratoga (en), à Cuba, faisant au moins 46 morts et de nombreux blessés. 

## Historique
Une fuite de gaz semble être à l'origine de l'explosion. Aucun touriste ne séjournait à l'hôtel au moment de l'explosion car il subissait des rénovations. L'hôtel devait rouvrir le 10 mai suivant. D'après les secours, 80% de la structure de l'édifice auraient été affectés par la déflagration.
Le président cubain Miguel Díaz-Canel a visité le site de l'explosion et l'hôpital traitant les victimes. Les efforts de recherche et de sauvetage dans les restes de l'hôtel sont toujours en cours près d'une semaine après l'explosion. Au moins quinze enfants ont été blessés, un enfant est mort et une école voisine a été évacuée, mais il n'est pas certain que les jeunes victimes relevaient de cette école. Une femme enceinte figure également parmi les morts. Le ministre cubain du Tourisme, Juan Carlos Garcia, a initialement rapporté qu'aucun étranger n'avait été tué lors de l'explosion. Cependant, le président du gouvernement espagnol Pedro Sánchez a déclaré qu'une touriste espagnole avait été tuée, ce qui a été confirmé plus tard par les autorités cubaines.